# Curt Angur
Curt Fredrik Angur (folkbokförd som Kurt Fredrik Angur), född 16 april 1908 i Stockholm, död 1 mars 1990 i Nacka, var en svensk advokat och politiker (folkpartist).

## Biografi
Curt Angur blev advokat 1943 och var delägare i advokatfirman Dillén & Angur. Han var riksdagsledamot i andra kammaren för Stockholms läns valkrets från den 15 december 1955 till utgången av 1956. Under sin tid i riksdagen var han suppleant i allmänna beredningsutskottet. Vid sitt inträde i riksdagen ersatte han riksdagsmannen Samuel Norrby.

## Idrottskarriär
I sin ungdom var Angur en framstående friidrottare. Han tävlade för klubben SoIK Hellas och vann SM i stående höjdhopp åren 1928 och 1935.